# Doncaster Rovers Football Club 2017-2018
Questa pagina raccoglie i dati riguardanti il Doncaster Rovers Football Club nelle competizioni ufficiali della stagione 2017-2018.

## Rosa
| N. |                             | Ruolo | Calciatore                  |
| -- | --------------------------- | ----- | --------------------------- |
| 1  | Irlanda (bandiera)          | P     | Ian Lawlor                  |
| 2  | Inghilterra (bandiera)      | D     | Craig Alcock                |
| 3  | Inghilterra (bandiera)      | D     | Danny Andrew                |
| 4  | Irlanda del Nord (bandiera) | D     | Luke McCullough             |
| 5  | Francia (bandiera)          | D     | Mathieu Baudry              |
| 6  | Inghilterra (bandiera)      | D     | Andy Butler (Vice-Capitano) |
| 7  | Paesi Bassi (bandiera)      | C     | Rodney Kongolo              |
| 8  | Inghilterra (bandiera)      | C     | Niall Mason                 |
| 9  | Inghilterra (bandiera)      | C     | John Marquis                |
| 10 | Inghilterra (bandiera)      | C     | Tommy Rowe                  |
| 11 | Inghilterra (bandiera)      | A     | Andy Williams               |
| 12 | Inghilterra (bandiera)      | C     | Benjamin Whiteman           |
| 13 | Slovacchia (bandiera)       | P     | Marko Maroši                |

| N. |                        | Ruolo | Calciatore                 |
| -- | ---------------------- | ----- | -------------------------- |
| 15 | Galles (bandiera)      | D     | Joe Wright                 |
| 16 | Inghilterra (bandiera) | C     | Jordan Houghton            |
| 17 | Inghilterra (bandiera) | C     | Matty Blair                |
| 18 | Inghilterra (bandiera) | D     | Tom Anderson               |
| 19 | Inghilterra (bandiera) | A     | Alfie May                  |
| 20 | Inghilterra (bandiera) | D     | Tyler Garratt              |
| 22 | Inghilterra (bandiera) | C     | Alfie Beestin              |
| 23 | Inghilterra (bandiera) | A     | Alex Kiwomya               |
| 24 | Irlanda (bandiera)     | C     | Andy Boyle                 |
| 26 | Inghilterra (bandiera) | C     | James Coppinger (capitano) |
| 27 | Tunisia (bandiera)     | C     | Issam Ben Khémis           |
| 33 | Inghilterra (bandiera) | P     | Louis Jones                |
| 41 | Irlanda (bandiera)     | D     | Shane Blaney               |

## Statistiche

### Andamento in campionato
| Giornata  | 1  | 2 | 3 | 4  | 5  | 6  | 7  | 8  | 9  | 10 | 11 | 12 | 13 | 14 | 15 | 16 | 17 | 18 | 19 | 20 | 21 | 22 | 23 | 24 | 25 | 26 | 27 | 28 | 29 | 30 | 31 | 32 | 33 | 34 | 35 | 36 | 37 | 38 | 39 | 40 | 41 | 42 | 43 | 44 | 45 | 46 |
| --------- | -- | - | - | -- | -- | -- | -- | -- | -- | -- | -- | -- | -- | -- | -- | -- | -- | -- | -- | -- | -- | -- | -- | -- | -- | -- | -- | -- | -- | -- | -- | -- | -- | -- | -- | -- | -- | -- | -- | -- | -- | -- | -- | -- | -- | -- |
| Luogo     | C  | T | C | T  | C  | T  | T  | C  | T  | C  | T  | C  | T  | C  | C  | T  | C  | T  | T  | C  | T  | C  | 7  | C  | C  | T  | C  | T  | T  | C  | T  | C  | T  | C  | T  | T  | C  | T  | T  | T  | C  | C  | C  | T  | C  | C  |
| Risultato | N  | V | N | P  | N  | P  | P  | P  | V  | P  | P  | V  | P  | V  | P  | V  | N  | N  | P  | V  | P  | N  | V  | V  | V  | N  | N  | N  | N  | P  | N  | N  | P  | V  | P  | N  | V  | V  | N  | V  | N  | P  | P  | N  | N  | P  |
| Posizione | 13 | 7 | 8 | 12 | 12 | 16 | 16 | 19 | 17 | 18 | 19 | 17 | 18 | 17 | 18 | 17 | 16 | 17 | 18 | 16 | 18 | 18 | 14 | 13 | 10 | 11 | 12 | 12 | 11 | 14 | 14 | 14 | 16 | 14 | 14 | 15 | 14 | 13 | 14 | 14 | 13 | 14 | 14 | 15 | 14 | 15 |

Legenda:

Luogo: C = Casa; T = Trasferta. Risultato: V = Vittoria; N = Pareggio; P = Sconfitta.